# Frazzanò
Frazzanò là một đô thị ở tỉnh Messina trong vùng Sicilia của Italia, có vị trí cách khoảng 120 km về phía đông của Palermo vào khoảng 70 km về phía tây của Messina. Tại thời điểm ngày 31 tháng 12 năm 2004, đô thị này có dân số 889, người và diện tích là 6,9 km².
Frazzanò giáp các đô thị: Capri Leone, Galati Mamertino, Longi, Mirto (ME), San Marco d'Alunzio, San Salvatore di Fitalia.